# Windows NT 3.5
Windows NT 3.5 (1994) (chiamato in codice Daytona), fu la seconda versione di Windows NT ed è stata distribuita nel 21 settembre 1994.
Uno degli obiettivi dello sviluppo di Windows NT 3.5 era di aumentarne la velocità.

## Descrizione
Fu la prima versione di Windows NT ad adottare i nomi Windows NT Workstation e Windows NT Server per le proprie edizioni. Le edizioni del predecessore, Windows NT 3.1 erano chiamate Windows NT e Windows NT Advanced Server.

BSoD in Windows NT 3.5 Build 756 RC1

 Nuove caratteristiche vennero introdotte in Windows NT 3.5, tra i quali il nuovo Avvio, l'interfaccia aggiornata, per essere coerente con le versioni Windows For Workgroups 3.xx. Fu aggiornato anche il supporto  Object Linking and Embedding (OLE) dalla versione 1.0 alla versione 2.0. Rispetto a Windows NT 3.1 risultava più efficiente, con alte performance e richiedeva poca memoria.
Nel luglio 1995, Windows NT 3.5 con il Service Pack 3, fu votato dalla National Security Agency  come conforme ai criteri C2 dei Trusted Computer System Evaluation Criteria (TCSEC).
Windows NT 3.5 rifiutava di installarsi su un processore più recente del Pentium originale (core PS5). Il problema venne risolto con Windows NT 3.51.

## Edizioni
- Windows NT Workstation 3.5
- Windows NT Server 3.5